# Osvaldo Studart
Osvaldo Studart (Fortaleza, 29 de março de 1894 — 21 de janeiro de 1956) foi um político brasileiro. Exerceu o mandato de deputado federal constituinte pelo Ceará em 1946.